# 曹国
曺 国（チョ・グク、韓国語: 조국、1965年4月6日 - ）は、韓国の政治家、法学者。ソウル大学校教授、大統領府民情首席秘書官、法務部長官を歴任した。第22代国会議員。本貫は昌寧曺氏。

## 姓名の表記方法
朝鮮語における曺国の姓名表記は、朝鮮における漢字の正字体で「曺國」、ハングルで「조국」となり、日本語のマスメディアでは姓と名前を中黒で区切りながらカタカナで「チョ・グク」と表記している。だが、曺国の姓名表記に当って日本語と朝鮮語でいくつかの混乱があり、下記の注意点が見られる。

### 日本語表記の注意点
日本のマスメディアでは韓国の公職に就く人物を漢字を用いて表記することが多く、曺国も同様の措置が取られている。だが、曺国の姓名に用いられている「曺」と「國」の漢字はいずれも新字体ではないため、2019年に各マスメディアが配信した記事では下記の3種類の表記が用いられていた。
1. 二文字とも日本の正字体に置き換えて「曹国」と表記する方法[8]。
2. 名前は新字体に置き換えるが、姓氏は朝鮮の正字体を流用し「曺国」と表記する方法[9]。
3. 名前は日本の正字体に置き換えるが、姓氏はカタカナに置き換えて「チョ国」と表記する方法[10]。

日本における「チョ・グク」の漢字表記は確立されておらず、同一組織、同一記事の中で異なる表記が使われた場合もある。例えば、KBSワールドラジオは10月配信の記事で「曺国」と表記していたが、12月配信の記事では主に「曹国」と表記する一方、記事内で「曺国」の表記も使っていた。なお、中国語を使うマスメディアでは漢字の表記方法が各々の正字体で統一されており、繁体字では「曹國」、簡体字では「曹国」と表記されている。

### 朝鮮語表記の注意点
曺国のハングル表記である「조국」は、朝鮮語で「祖国」と同音異義語となっている。そのため、「曺国」と「祖国」との混同が発生しないように、韓国では一部の新聞社が漢字表記を用いて違いを強調する対応をしている。

## 来歴
1965年4月6日に釜山直轄市（現・釜山広域市）で生まれた。
学歴は1986年2月にソウル大学校法学科、1989年2月に同大学の大学院法学科を卒業し、1991年8月に同大学院の法学博士課程を修了。その後、海外博士課程の奨学生に選ばれたためカリフォルニア大学バークレー校（アメリカ）のロースクールへ留学し、1995年5月にLL.M.、1997年12月にJSDの学位を取得した。
職歴は蔚山大学校講師（1992年3月～1994年10月）、蔚山大学校助教授（1999年3月～2000年4月）、東国大学校助教授（2000年3月～2001年12月）、ソウル大学校助教授（2001年12月～2004年3月）、及びソウル大学校副教授（2004年4月～2009年3月）を経て、2009年4月から2023年6月までソウル大学校（法科大学）教授（専攻分野：刑事法）を務めていた。
大学で教員職を務める傍ら、行政府、司法府が設けた各種諮問委員会の委員や参与連帯司法監視センターの責任者を務め、教授就任後も国家人権委員会人権委員（2007年12月～2010年12月）と大法院量刑委員（2009年4月～2011年4月）を歴任している。また、文在寅が大統領に就任すると、大統領府民情首席秘書官（2017年5月～2019年7月）、及び文在寅政権の法務部長官（2019年9月～2019年10月）も務めた。なお、韓国では教育公務員法の規定によって、教授が公務員に任用された場合在任期間中の休職と任用期間終了後の復職が認められている。そのため、教授就任後の曺国は何度か休職と復職を繰り返していた。
2024年3月3日、「検察独裁の早期終息と民主共和国の価値回復」を掲げた祖国革新党が成立し、曺国が党首に推戴された。結党準備委員会の後援会長は作家の趙廷来と俳優の文盛瑾が務めた。曹は第22代総選挙で同党の比例代表として立候補する予定であるが、2024年3月13日、国民の力の朱豪英議員はこれに対し、国会で「議員職喪失に該当する有罪判決を受けた後に比例代表に立候補して当選した場合、刑の確定により議員職を喪失すると議席の承継が行われないようにする」という公職選挙法の改正案を発議した。選挙の結果、曹は国会議員に当選した。
2024年5月13日、竹島に上陸した。領有権を主張した上、尹錫悦政権の対日政策を批判した。
2024年12月、大法院が業務妨害罪や職権乱用罪などで懲役2年、追徴金600万ウォンのソウル高裁判決を支持したため有罪確定となり、国会議員を失職した。同月16日にソウル拘置所に出頭し、収監された。
2025年8月11日、政府は15日の光復節に合わせ、曺国ら83万6687人を15日付で特別赦免（恩赦）すると発表した。

## 曺国事態
曺国は2019年8月9日に文在寅大統領から次期法務部長官候補に指名されたが、その直後から不正の疑惑が次々に浮上したため、長官就任を巡って全国規模の大きな論争を引き起こした。この論争と疑惑追及の動きを韓国では曺国事態（チョ・グクじたい、韓国語: 조국 사태）と称している。
疑惑の提起後、8月23日夜には高麗大学校とソウル大学校で真相究明を訴えるろうそく集会が開かれ、同時期に実施された世論調査では長官就任反対が6割に達した。これを受け、法務部長官としての的確性を審査する国会の聴聞会は野党の反発もあって数日間の延期を余儀なくされた。事態が深刻化する中、曺国は9月2日に緊急記者会見を開き、11時間にも及ぶ会見の中で改めて疑惑を否定した。そして、9月6日には国会の聴聞会に休憩を挟んで14時間かけて臨んだが、同日夜には曹の妻で東洋大学校教授の鄭慶心が私文書偽造容疑で在宅起訴されるなど厳しい状況に追い込まれた。その後、曺国は9月9日に文在寅から法務部長官へ任命されたが、曺国擁護と検察改革を主張する進歩派と、曺の長官辞任を要求する保守派がそれぞれ大規模デモを頻繁に開催して対立陣営の分裂が深刻化したため、同年10月14日に法務部長官を即日辞任すると発表した。
朴槿恵政権崩壊の原因となった崔順実ゲート事件では、崔順実の娘チョン・ユラの不正入学疑惑を批判していたことから、野党からは韓国の学歴社会を批判したドラマ「SKYキャッスル」の現実版、それを揶揄した「チョ・グクキャッスル」、「チョロナンブル（조로남불）」（自分がすればロマンス、他人がすれば不倫という二重規範を批判する朝鮮語「내로남불」のもじり）と批判された、また自身は剥いても剥いても疑惑が出てくることから「江南左派（강남좌파）」のもじりで「江南タマネギ（강남양파）」、「タマネギ男（양파남）」と揶揄されるに至った。また疑惑が広がっていた時期に韓国政府が日本との軍事情報包括保護協定（GSOMIA）の破棄を決定したのは、文在寅が自らの後継と考えている曹の疑惑から国民の目をそらすためではないかという推測までなされた。
長官辞任後、曺の妻で在宅起訴中の鄭慶心が逮捕され、曺本人も在宅起訴された。両者はいずれも嫌疑内容を否定し、法廷闘争を行っている。曺の長官辞任を受け韓国社会は一応の落ち着きを見せたが、一部の支持者はそれ以降も曺国を支持した。2020年3月8日に結成した小政党・開かれた民主党は記者会見で「曺国守護」と明言し、第21代総選挙での議席獲得に挑戦した。
2023年2月3日、子供の不正入学に絡む偽造私文書行使などの罪でソウル中央地裁から懲役2年の実刑を言い渡された。同じ容疑で起訴された妻・鄭慶心に対しても、娘に対する入試不正の疑いで、最高裁判所ですでに懲役4年刑などの有罪確定判決で服役中だったが、別件で起訴された息子に対する入試不正の疑いなどについても同日懲役1年刑が追加され、上級審でこの判決が確定した場合も合わせて5年の実刑を服役する状況に置かれることになった。
2023年6月13日、一審裁判所で実刑宣告が出たことによってソウル大学校懲戒委員会の議決により教授職を罷免された。
曹国夫婦に対する刑事事件の1審裁判が終わった後、2023年、韓国検察は曹国夫婦事件の各犯行に対する直接的な恩恵を受け、大学と大学院入試で不正に合格の結果を得たと評価される彼らの娘チョ・ミンに対して共犯として刑事起訴するかどうかを検討するという立場を示し、 刑事起訴可否決定要件として主犯である曹国夫婦が控訴審裁判過程でこの事件犯行を認めるか否かなどを調べると明らかにした。しかし、曹国夫婦はこれに対して自分たちが娘の両親になった立場で不覚と誤りがあったことを自省すると話した。
しかし、韓国検察はチョ・ミンが両親の犯行過程で加担した程度が軽くなく、 両親の犯行に恩恵を受けたのではなく、犯行の主導的役割を分担して引き受けたという点が曹国の妻・鄭慶心の最高裁有罪確定判決文を通じて立証された上に捜査過程で陳述を覆し、一部の疑惑に対しては持続的に否認している点を勘案し、裁判所の判断を受けなければならない必要性があるという理由で2023年8月10日に両親の業務妨害罪等の共犯として不拘束状態でチョ・ミンの刑事起訴を決めた。彼女の父親である曹国が起訴されてから3年8ヵ月ぶりのことであった。これに対して、韓国検察で家族が関わった事件の場合、代表者1人にだけ刑事責任を問い、残りの関係者は不問に付した前例があったが、社会的混乱を招き、被疑者が容疑を否認する事件の場合、前例に従わず裁判所の判断を受けようという世論の傾向を反映するのではないかという分析がなされた。
この事件の捜査途中、曹国の息子の大学院入試に有利に使おうという目的で、曹国家族が共に民主党所属の政治家として第21代国会議員に当選した崔康旭と共謀し、崔康旭の弁護士事務所で実際にはインターン活動をしていないにも関わらず、曹国の息子がインターン活動を行ったという虚偽事実を記載した証明書を崔から交付され、大学院に提出されたことが検察により発覚。崔康旭は大学院入試業務に対する業務妨害の疑いなどで在宅起訴された。2023年9月18日、最高裁判所で原審の懲役8ヶ月、執行猶予2年の判決が確定し、法上公務員になる資格がなくなった崔は現職の国会議員職を失うことになった。
これに対して当事者である曹国は崔康旭に対する最高裁判決が宣告された同日、自分の家族が自分よりもっと好きな人が崔康旭だと評し、崔康旭に議員職という門は閉ざされたが、他の道の扉は開かれるだろうという激励のコメントを自身のSNSに載せた。
2024年2月8日、ソウル高裁は懲役2年とした一審判決を支持する判決を言い渡した。
同年12月12日、大法院は懲役2年、追徴金6万ウォンの実刑を言い渡した1、2審判決を支持し、有罪判決が確定した。4月の第22代総選挙で当選し国会議員となっていたが、今回の確定判決で失職する。同月16日にソウル拘置所に出頭し、収監された。

## 疑惑
前述の通り、あまりに多数の疑惑が浮上したことから、日本国内のマスメディアでも「疑惑のタマネギ男」と報道されている。
曺国事態の際に追及された疑惑は以下の通り。

### 親族をめぐる疑惑
娘の不正入学疑惑
娘の高麗大学校入学にあたり、高校時代の2週間のインターンのみで研究論文の筆頭著者に挙げられ、それを利用して不正入学したとされる疑惑。2023年8月10日、ソウル中央地検は娘を虚偽作成公文書行使や業務妨害などの罪で在宅起訴した。2024年3月22日、ソウル中央地裁は娘に罰金1000万ウォンの判決を言い渡した。
娘の不正進学疑惑
娘の大学院進学にあたり、妻により偽造された東洋大学校総長の表彰状が利用された疑惑。このほか別の大学でインターンをしていたとする時期とケニアで医療ボランティアをしていたとする時期が重複していることも疑惑として指摘されている。
2020年12月23日、ソウル中央地裁は、表彰状を偽造して提出した私文書偽造や偽造私文書行使罪などで妻に懲役4年、罰金5億ウォンの実刑判決を言い渡した。2021年8月24日、釜山大学校は、娘が同大医学専門大学院に入学した際に不正があったことを認め、入学を取り消す決定を下したと明らかにした。韓国メディアは、娘は医師国家試験に合格し、研修医として活動しているが、入学取り消しで医師免許も剥奪される可能性が高いと報道した。2022年1月27日、大法院が上告を棄却したため、妻の懲役4年の実刑判決が確定した。
息子の徴兵忌避疑惑
アメリカ生まれの息子が米韓の二重国籍状態にあり、2019年8月時点で入営を5度延期していたことから、兵役逃れを試みていたとする疑惑。
私募ファンドの不正投資疑惑
民間投資会社（私募ファンド）に74億ウォンの投資約定をしながら実際は10億5000万ウォンしか投資しないことで財産隠しを謀ったのではないかという疑惑。2019年9月16日には私募ファンドの実質的運営者であるチョ・ボムドンが逮捕された。
熊東学園関連疑惑
弟は2016年から約1年間、曺一家が運営していた学校法人「熊東学園」の事務局長を務めていたが、教師を採用する際に出願者2人の親から計2億1000万ウォンの賄賂を受け取り、試験問題などを渡した疑惑がある。また、弟は熊東学園から虚偽の工事を根拠に工事代金の債券を確保し、同学校法人を相手取って自ら訴訟を起こし、100億ウォン以上の債務逃れを行った疑惑もある。
従祖父の叙勲申請脱落
正しい未来党の池尚昱議員は2019年10月10日、国家報勲処への質疑で曺国の従祖父の曺孟奎の叙勲申請状況について聞いた。国家報勲処によると2006年に一回申請したことがあるが却下された。原因は提示していなかったが、池は曺孟奎が左翼団体の民主主義民族戦線の中央委員を務め、光復後に南朝鮮労働党の労働部長を務めたことがあると述べた。

### 著作権違反疑惑
2019年9月4日には、曹が大学教授になるのに決定的な役割を果たしたソウル大法学修士論文において、実は複数の日本人学者の先行論文をそのまま出典もつけずに朝鮮語訳されている部分が33ヶ所もあり、それが論文の30％も占めることが発覚した。
曹が1989年に執筆した「ソビエト社会主義法・刑法理論の形成と展開に関する研究」は、明らかに藤田勇、上田寬、織田博、福島正夫、中山研一を始めとする日本人らの論文などをただ朝鮮語訳してコピーした後、脚注などの出典や引用のための引用符使用、さらには自分の言葉で言い換えるパラフレージングも全く行わず、そのまま剽窃していたことが確認された。単独で執筆したことになっていたが、共著者レベルの剽窃を受けた日本人らから著作権違反での提訴も可能だと指摘されている。朝鮮日報は、反日を扇動していた曹が日本に依存していた実態に驚愕したと伝えている。
2019年に始まった日本政府主導の「キャッシュレス」化政策にも影響を与えたと言われる韓国のキャッシュレス比率の高さ（96%と言われる）には、歴代の韓国の左翼政権による政策と深い関係があり、それを引き継ぐ文大統領の理論的な支柱になっている曺国が藤田勇らの業績を学習した結果でもあり、そういった方面にまで日本との韓国との関係が存在する、との櫻井澄夫による指摘がある。

### 年齢詐称疑惑
2019年9月、韓国元野党議員で弁護士の康容碩が、YouTubeで曹は（自らが主張している1965年ではなく）1963年生まれであると、「1963年4月6日」生れと記された軍隊所属時代の名簿（写真）を証拠として告発した。これが事実であれば「ソウル大学に16歳で飛び級入学した」という逸話も（1963年生まれならば入学は18歳で普通であるため）虚偽であった事になる。

### 息子の大学の試験を自ら解答して合格させる不正
2022年9月、曹が、妻の鄭慶心と共謀して、米国のジョージ・ワシントン大学に在学中の息子の試験問題を代わりに解くという不正行為を行っていたと報じられた。
内容は、息子のチョ・ウォンのオンライン試験問題を撮影して家族のチャットルームに載せ、曹夫妻がこれを解答するという不正手法を使っていたというもので、チョ・ウォンは歴史学関連科目の試験で満点を受けた。ソウル中央地裁の審理で開かれた不正入試と不正試験の裁判で、検察の証拠調査内容が公開された。検察は「大学の規定では落第する行為」「ある教授は、発覚していれば0点処理していたと陳述した」「偽計業務妨害罪に該当する」と指摘した。また、検察は曹夫婦が、息子の大学入試に直接関与しただけでなく、在学中だった期間全般で、オンライン試験の代理解答と課題の代理作成の不正行為を行ってきたと主張した。これに対して曹国側は「チョ・ウォンは2011年に校内暴力にあい、それ以後ずっと後遺症があった」「そのためにいろいろとケアの必要性があった」と述べた。

## 発言
反日を招いた数々の主張がもともと日本の朝鮮総連系の知識人、いわゆる韓国批判北朝鮮支持だった日本の左派たちによって1960年代から始められた金日成の考案した冠のひも戦術によるものだと指摘し、「歴史問題に関する嘘や無知、誤解に基づく韓国の『反日』は、未発達な精神文化の表れであり、これを克服しなければ韓国社会の発展はない」「この国は嘘つきの天国です。偽証罪と誣告罪が日本の数百倍」などの主張を著した李栄薫の『反日種族主義』について、曹は「反民族的売国親日派」と批判した。理論や根拠に基づかない批判だとして、李栄薫たち著者は、2019年8月20日、ソウル地検に曹国を侮辱の疑いで告訴した。
韓国の保守勢力支持者から「江南左派」（シャンパン社会主義者）だと批判されている。だが、本人は「江南左派」であることを自認しながら進歩的な政策を主張することで大衆から一定の支持を集め、2019年8月に疑惑を追及されるまで「江南左派」に対する否定的イメージを逆に変えることに成功していた。